# Кояніскаці
«Кояніска́ці» (Koyaanisqatsi; Життя, позбавлене рівноваги) — документальний фільм Ґодфрі Реджіо з музикою композитора-мінімаліста Філіпа Ґласса та кінозйомками Рона Фріка. Стрічка містить велику кількість фрагментів, знятих за технологією уповільненої зйомки. У ній немає дикторського та акторського тексту, втім важливу роль відіграє музичне оформлення, яке створює атмосферу фільму.
Фільм знімали з 1975 по 1982 роки, для Ґодфрі Реджіо це була дебютна робота. Стрічка не є ані розповідною, ані документальною, вона пропонує образи, що обігруються в часі й просторі, щоб показати глядачеві світ, в якому він живе, під різними кутами зору й аби він, глядач, зробив свій власний висновок. За словами режисера, він хотів відобразити красу чудовиська (можлива алюзія до Чудовиська Апокаліпсиса з Біблії).
«Кояніскаці» є першим фільмом із трилогії «Каці», в якій зображено з різних боків взаємодію людини й технології. Інші дві стрічки трилогії: «Поваккаці» та «Накойкаці» було знято 1988 та 2002 року відповідно. Понад десять років через ліцензійні обмеження фільм не видавали, оскільки Філіп Ґласс гастролював із ним, виконуючи музику зі своїм ансамблем просто перед кіноекраном під час показу.

## Зміст
Упродовж першої хвилини демонструється зображення із Великої Галереї у каньйоні Горсшу у Національному Парку Канйонлендз, США (Велика Галерея — серія наскельних малюнків американських індіанців), що тьмяніє і замінюється зйомкою старту ракети. Остання своєю чергою передує послідовності із різноманітними природними явищами — спочатку це зображення пустелі, скель, потім хмар, води. Зображення хмар відтворюється у прискореному темпі, що створює враження динамічного повторюваного руху. Це враження природно поєднується із музикою Ґласса.

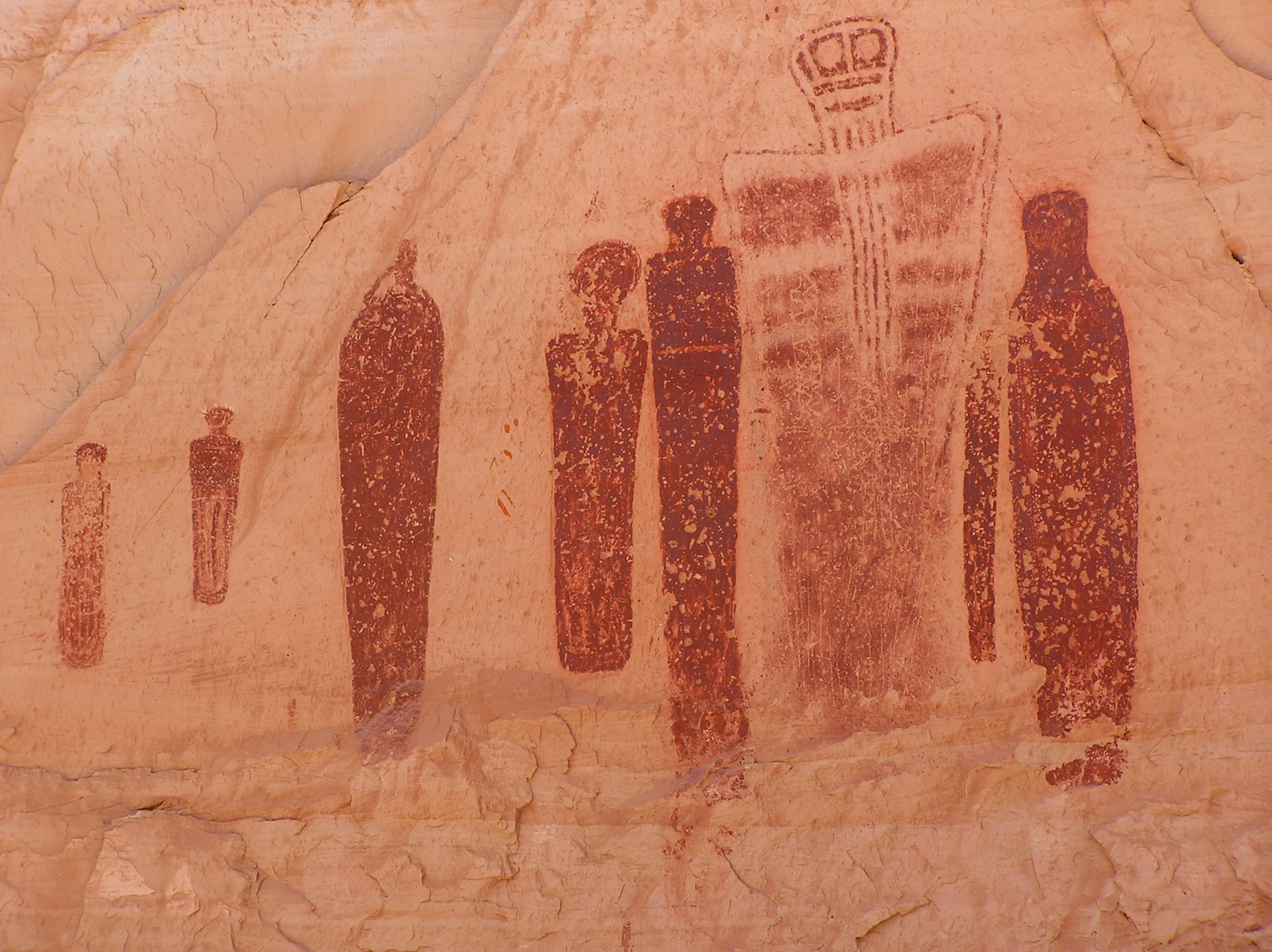
Наскельні малюнки індіанців, що відкривають і завершують послідовність епізодів стрічки.

Після наведених предметів фільм звертається до індустріальних явищ — це зображення ліній електропередач, кар'єрів, водосховищ; заводу; спостереження випробувального вибуху в пустелі, вихід літака на стартову смугу. Міські пейзажі: хмарочоси, рух машин дорожніми розв'язками; фрагменти, відзняті при руйнуванні житлового комплексу Прюїтт-Іґоу у Сент-Луїсі (цей комплекс був прикладом невдалого міського планування; у ньому одразу після спорудження у середині 50-х рр. поширились бідність, злочинність, расова сегрегація; у 70-х рр. комплекс демонтовано, на сьогодні на його території знаходяться навчальні заклади й паркові насадження).
Окрема послідовність фрагментів присвячена міському життю: відбиття хмар, що рухаються поверхнею хмарочосів, пішоходи на вулицях; прискорені зйомки нічного міста. Для окремих епізодів камеру було замасковано під вуличну кабіну для миттєвої фотографії; інші присвячені поведінці людей на вулицях, які помітили, що на них спрямована камера.
Кадри, зроблені у місті, супроводжуються прискореною, підкреслено повторюваною музикою. Демонструються конвеєрні лінії з виробництва автомобілів, хотдогів, швейні лінії, рух людей в метро — усе це у прискореному ритмі. Подається зорова подібність між структурою мікрочипа і ліхтарів у нічному місті. Останній епізод — запуск ракети Сатурн V, що переходить у кадри, зняті при невдалому запуску Atlas LV-3C Centaur-A 1962 року, який закінчився вибухом. Камера повертається слідом за падінням палаючого фрагменту ракети, після чого знову з'являється піктограма із каньйону Горсшу, із якої розпочався фільм.
На останніх кадрах фільму зображено текст із поясненням:
Кояніскаці (ko.yaa.nis.qatsi) мовою індіанців хопі означає:
1. божевільне життя.
2. безладне життя.
3. нестійке життя.
4. життя, що розпадається.
5. стан життя, що вимагає іншого способу існування.